# Лиза Дел Сиера
Лиза Дел Сиера (на английски: Liza Del Sierra) е артистичен псевдоним на френската порнографска актриса Емили Делоне (Émilie Delaunay). 
Родена е на 30 август 1985 г. в град Понтоаз, департамент Вал д'Оаз, Франция.
Дебютира като актриса в порнографската индустрия през март 2005 г., когато е на 20-годишна възраст.
Играе главна роля в игралния филм „Villa Captive“ (2011).

## Награди и номинации
Зали на славата и награди за цялостно творчество
- 2009: Почетна награда за цялостна кариера от Брюкселския международен фестивал на еротиката.

Носителка на индивидуални награди
- 2008: Европейска X награда на журито на Брюкселския международен фестивал на еротиката.[5]

Номинации за индивидуални награди
- 2009: Номинация за Hot d'Or награда за най-добра френска актриса – за изпълнението на ролята ѝ във филма „Чародейката“.[6][7]
- 2012: Номинация за AVN награда за чуждестранна изпълнителка на годината.[8]
- 2012: Номинация за Dorcel Vision награда за най-добра френска актриса.
- 2013: Номинация за XBIZ награда за чуждестранна изпълнителка на годината.[9]

Номинации за награди за изпълнение на сцени
- 2012: Номинация за AVN награда за най-добра POV секс сцена.[8]
- 2012: Номинация за AVN награда за най-добра секс сцена с двойно проникване – заедно с Мик Блу и Тони Рибас за изпълнение на сцена във филма „Зъл анален 14“.[8]